# Lisa Fischer (Sängerin)

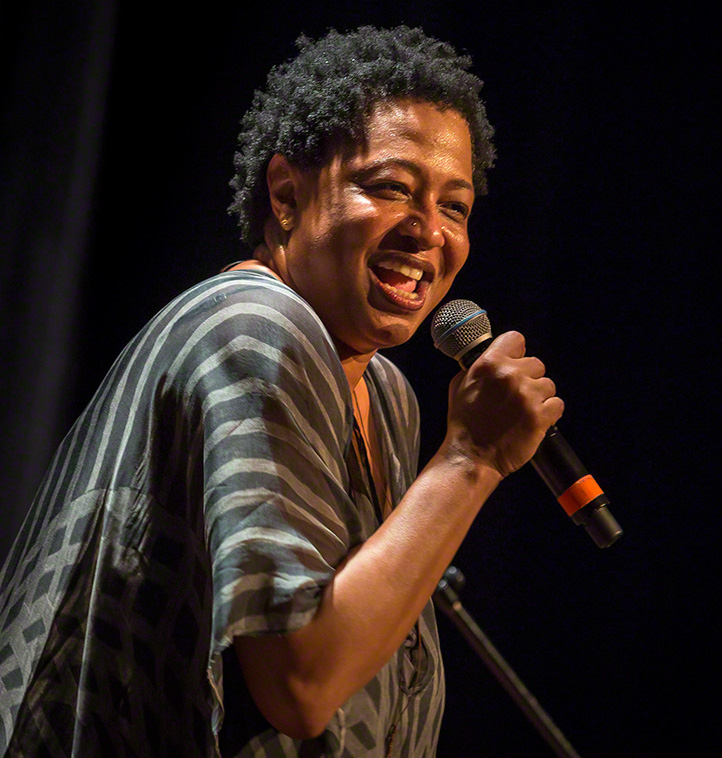
Lisa Fischer, Oslo 2016

Lisa Melonie Fischer (* 1. Dezember 1958 in Brooklyn, New York) ist eine US-amerikanische Sängerin, Songwriterin und zweifache Grammy-Preisträgerin. Ihre musikalischen Wurzeln liegen in R&B, Rock, Soul, afrikanischen und karibischen Stilrichtungen, sowie klassischen Einflüssen. Sie hatte in den USA 1991 eine Nummer-1-Hitsingle, How Can I Ease The Pain, und zählt zu den besten Backgroundsängerinnen der Branche. In den 1980er Jahren war sie Mitglied der US-amerikanischen Gesangsgruppe The Marvelettes und sang zwanzig Jahre in der Band von Freund und Mentor Luther Vandross.

## Karriere
Fischer war seit dem Beginn ihrer Laufbahn vor allem als Backgroundsängerin tätig und arbeitete für Musiker und Stars wie Billy Greene, Melba Moore, Tina Turner, Chaka Khan, Nine Inch Nails, Sting, Aretha Franklin, Bobby McFerrin, George Benson, Diana Ross, Laurie Anderson, Teddy Pendergrass, Dionne Warwick, Grover Washington, Billy Ocean, Al Jarreau, Patti LaBelle und andere namhafte Künstler. Ab der Steel-Wheels-Tour 1989 wirkte sie mit Ausnahme der Urban Jungle Tour 1990 bis zur Zip Code Tour 2015 regelmäßig als Backgroundsängerin bei den Tourneen der Rolling Stones mit.
Zwischendurch unternahm sie immer wieder Anläufe für eine Solotätigkeit. 1992 gewann Fischer schließlich für ihren Song How Can I Ease the Pain vom Album So Intense einen Grammy Award für die beste weibliche R&B-Darbietung. 1993 sang sie die Ballade Colors of Love, erschienen auf dem Soundtrack-Album des Films Made in America. Mitte der 1990er Jahre reduzierte sie ihre Soloambitionen wieder und arbeitete als Studio-Sängerin bei Atlantic Records und GRP Records.
Im Jahr 2013 nahm Fischers Karriere eine unerwartete Entwicklung durch den Film „20 Feet from Stardom“, einer mit einem Oscar ausgezeichneten Dokumentation über die Arbeit von Background-Sängerinnen, die auch ihre Person wieder in das öffentliche Interesse rückte. Seit 2016 tourt sie mit ihrer eigenen Band „Grand Baton“.

## Auszeichnungen
- 1992: Grammy Award - Best Female R&B Vocal Performance für „How Can I Ease the Pain“[5]
- 1992: Soul Train Music Awards für Best R&B/Soul Single – Female für „How Can I Ease the Pain“[6]
- 2015: Grammy Award - Best Music Film für „20 Feet From Stardom“

## Diskografie

### Studioalben
| Jahr | Titel      | Höchstplatzierung, Gesamtwochen, AuszeichnungChartsChartplatzierungen (Jahr, Titel, Platzierungen, Wochen, Auszeichnungen, Anmerkungen) | Anmerkungen                      |
| Jahr | Titel      | US | Anmerkungen                      |
| ---- | ---------- | --- | -------------------------------- |
| 1991 | So Intense | US100 (14 Wo.)US | Erstveröffentlichung: April 1991 |

### Singles
| Jahr | Titel Album                        | Höchstplatzierung, Gesamtwochen, AuszeichnungChartsChartplatzierungen (Jahr, Titel, Album, Platzierungen, Wochen, Auszeichnungen, Anmerkungen) | Anmerkungen                       |
| Jahr | Titel Album                        | US | Anmerkungen                       |
| ---- | ---------------------------------- | --- | --------------------------------- |
| 1991 | How Can I Ease the Pain So Intense | US11 (20 Wo.)US | Erstveröffentlichung: April 1991  |
| 1991 | Save Me So Intense                 | US74 (6 Wo.)US | Erstveröffentlichung: August 1991 |

### Mit den Rolling Stones
- 1989 – Steel Wheels
- 1991 – Flashpoint (Live-Album)
- 1994 – Voodoo Lounge
- 1995 – Stripped (Live-Album)
- 1997 – Bridges to Babylon
- 1998 – No Security (Live-Album)
- 2002 – Forty Licks
- 2003 – Four Flicks (4-DVD Set)
- 2004 – Live Licks (Live-Album)
- 2007 – The Biggest Bang (4-DVD-Set)
- 2008 – Shine a Light (Kinofilm v. Martin Scorsese, auch erschienen auf DVD)
- 2013 – Hyde Park Live (Live-Album) – auch als DVD unter dem Titel Sweet Summer Sun: Live in Hyde Park (Original-Titel in Großbritannien) erschienen
- 2014 – 14 On Fire

### Weitere Projekte
- 2000 - Tina Turner - One Last Time Live In Concert - London (Wembley)
- 2004 - Chuck Leavell - What’s In That Bag?
- 2005 - Tim Ries - The Rolling Stones Project
- 2006 - Bernard Fowler - Friends With Privileges
- 2009 - Tina Turner Tour - Live In Concert -
- 2010 - VOCAbuLaries - CD-Projekt von Roger Treece mit Bobby McFerrin und 50 Sängerinnen und Sängern

## Filmografie
- 2013: 20 Feet from Stardom (Dokumentarfilm)